# Clusia elongata
Clusia elongata är en tvåhjärtbladig växtart som beskrevs av Henry Hurd Rusby. Clusia elongata ingår i släktet Clusia och familjen Clusiaceae. Inga underarter finns listade i Catalogue of Life.